# Boxe aux Jeux africains de 2003
Navigation
Édition précédente Édition suivante
Les compétitions de boxe anglaise de la 8e édition des Jeux africains se sont déroulées du 4 au 13 octobre 2003 à Abuja, Nigeria. 
Le vainqueur et le finaliste dans chaque catégories de poids obtenaient leur qualification pour les Jeux olympiques d'été de 2004 à Athènes.

## Résultats

### Podiums
| Catégories                  | Or                 | Argent               | Bronze                                  |
| Poids mi-mouches (-48 kg)   | Suleiman Bilali    | Ecepeth Endeikachen  | Joseph Jermia Jolly Katongole           |
| Poids mouches (-51 kg)      | Walid Cherif       | Paulus Ambunda       | Mebarek Soltani Adebellahim Mohamed     |
| Poids coqs (-54 kg)         | Malik Bouziane     | Nestor Bolum         | Lankwe Wilson David Munyasia            |
| Poids plumes (-57 kg)       | Hadj Belkheir      | Muideen Ganiyu       | Ayman Mohamed Daniel Tadele             |
| Poids légers (-60 kg)       | Ahmed Sadiq        | Bongani Mahlangu     | Perel Rivan Esayas Getaneh              |
| Poids super-légers (-64 kg) | Davidson Emenogu   | Nasserredine Fillali | Davis Mwale Sadat Tebazaalwa            |
| Poids welters (-69 kg)      | Mohamed Hikal      | Zakaria Nefzi        | Benamar Meskine Ellis Chibuye           |
| Poids moyens (-75 kg)       | Ramadan Yasser     | Hassan N'Dam N'Jikam | Daniel Shisia Nabil Kassel              |
| Poids mi-lourds (-81 kg)    | Ahmed Ismail       | Isaac Ekpo           | Abdelhani Kenzi Sibiri Kabore           |
| Poids lourds (-91 kg)       | Emmanuel Izonritei | Mohamed El-Sayed     | Parfait Amougui Amougou Frederic Oriego |
| Poids super-lourds (+91 kg) | Gbenga Oloukun     | Mohamed Aly          | Carlos Takam Gregorio Manuel            |

### Tableau des médailles
| Place | Pays              | Médaille d'or, Afrique | Médaille d'argent, Afrique | Médaille de bronze, Afrique | Total |
| ----- | ----------------- | ---------------------- | -------------------------- | --------------------------- | ----- |
| 1     | Nigeria           | 4                      | 3                          | 0                           | 7     |
| 2     | Égypte            | 3                      | 2                          | 2                           | 7     |
| 3     | Algérie           | 2                      | 1                          | 4                           | 7     |
| 4     | Tunisie           | 1                      | 1                          | 2                           | 4     |
| 5     | Kenya             | 1                      | 0                          | 3                           | 4     |
| 6     | Cameroun          | 0                      | 1                          | 3                           | 4     |
| 7     | Éthiopie          | 0                      | 1                          | 1                           | 2     |
| 7     | Namibie           | 0                      | 1                          | 1                           | 2     |
| 9     | Afrique du Sud    | 0                      | 1                          | 0                           | 1     |
| 10    | Ouganda           | 0                      | 0                          | 2                           | 2     |
| 10    | Zambie            | 0                      | 0                          | 2                           | 2     |
| 12    | Burundi           | 0                      | 0                          | 1                           | 1     |
| 12    | Ghana             | 0                      | 0                          | 1                           | 1     |
| 12    | Gabon             | 0                      | 0                          | 1                           | 1     |
| 12    | Angola            | 0                      | 0                          | 1                           | 1     |
| Total | 15 pays médaillés | 11                     | 11                         | 22                          | 44    |